# André R. Wyss
André Robert „Andy“ Wyss (* 23. November 1958), meist als André R. Wyss zitiert, ist ein US-amerikanischer Wirbeltier-Paläontologe, der sich vornehmlich mit fossilen Säugetieren Südamerikas befasst.

## Leben
Wyss ist der Sohn von Robert P. und Jacqueline Wyss. Sein Vater war Maschinenbauingenieur, seine Mutter Französisch-Lehrerin. Nach seinem Bachelor-Abschluss an der University of California, Los Angeles (UCLA) graduierte Wyss 1983 mit der Schrift Systematics and the phylogeny of Dermoptera (Eutheria) zum Master an der San Diego State University. 1989 wurde er mit der Dissertation The eutherian orbital mosaic and comments on carnivoran phylogenetics zum Ph.D. in Geologie an der Columbia University promoviert. Im selben Jahr kam er als Assistant Professor für Geologie an die University of California, Santa Barbara (UCSB) und er heiratete Susan Starr Walker, die zu der Zeit wissenschaftliche Assistentin am Lamont-Doherty Geological Observatory der Columbia University war. Später wurde Wyss zum ordentlichen Professor und zum Vorsitzenden der Abteilung für Geowissenschaften der UCSB ernannt. Zudem ist er wissenschaftlicher Mitarbeiter in der Abteilung für Paläontologie am American Museum of Natural History. 
Wyss hat ein breites Spektrum an paläobiologischen Interessen, die sich auf Fragen der Evolutionsgeschichte von Säugetieren konzentrieren. Phylogenetische Analysen und die Anwendung der Säugetierpaläontologie auf geologische Probleme sind die Hauptthemen seiner aktuellen Forschung. Seine systematischen Arbeiten befassten sich mit evolutionären Beziehungen zwischen ausgestorbenen südamerikanischen Huftieren, Beuteltieren und Nagetieren. Seine geologischen Interessen fokussierten sich auf verschiedene tektonische und stratigraphische Fragen im Andenhauptkamm von Zentralchile. Ein weiteres Forschungsfeld sind Wirbeltiere aus dem frühen Mesozoikum von West-Madagaskar. Zu seinen Erstbeschreibungen zählt unter anderen ein Schädel von Chilecebus aus dem Miozän, die älteste bekannte Neuweltaffen-Art.

## Erstbeschreibungen unter der Beteiligung von André R. Wyss
- Esteslestes Novacek, Ferrusquia-Villafranca, Flynn, Wyss & Norell, 1991
- Tribosphenomys Meng, Wyss, Dawson & Zhai, 1994
- Chilecebus Flynn, Wyss, Charrier & Swisher, 1995
- Bayanulanius Meng, Zhai & Wyss, 1998
- Ambondro Flynn, Parrish, Rakotosamimanana, Simpson & Wyss, 1999
- Klohnia Flynn & Wyss, 1999
- Klohnia charrieri Flynn & Wyss, 1999
- Pascualdelphys fierroensis Flynn & Wyss, 1999
- Polydolops abanicoi (Flynn & Wyss, 1999)
- Dadadon Flynn, Parrish, Rakotosamimanana, Ranivoharimanana, Simpson & Wyss, 2000
- Menadon Flynn, Parrish, Rakotosamimanana, Ranivoharimanana, Simpson & Wyss, 2000
- Protarchaeohyrax Reguero, Croft, Flynn & Wyss, 2003
- Polydolops mckennai (Flynn & Wyss, 2004)
- Caraguatypotherium Flynn, Croft, Charrier, Wyss, Herail & Garcia, 2005
- Ignigena Hitz, Flynn & Wyss, 2006
- Johnbell Hitz, Flynn & Wyss, 2006
- Parapropalaehoplophorus Croft, Flynn & Wyss, 2007
- Andemys Bertrand, Flynn, Croft & Wyss, 2012
- Elmerriggsia Shockey, Flynn, Croft, Gans & Wyss, 2012
- Eomorphippus bondi Wyss, Flynn & Croft, 2018
- Eomorphippus neilopdykei Wyss, Flynn & Croft, 2018
- Rosendo Wyss, Flynn & Croft 2018
- Termastherium Wyss, Flynn & Croft 2018
- Termastherium flacoensis Wyss, Flynn & Croft 2018
- Kongonaphon Kammerer, Nesbitt, Flynn, Ranivoharimanana & Wyss, 2020
- Kongonaphon kely Kammerer, Nesbitt, Flynn, Ranivoharimanana & Wyss, 2020
- Miochinchilla Croft, Flynn, Wyss, Charrier & Anaya, 2021